# Vránov
Vránov (německy Franowa) je vesnice, část města Staňkov v okrese Domažlice v Plzeňském kraji. Nachází se asi 2,5 kilometru jihozápadně od Staňkova. Je zde evidováno 61 adres. Trvale zde žije 147 obyvatel.
Vránov je také název katastrálního území o rozloze 3,64 km².

## Historie
První písemná zmínka o vesnici pochází z roku 1379.

## Obyvatelstvo
| Rok            | 1869 | 1880 | 1890 | 1900 | 1910 | 1921 | 1930 | 1950 | 1961 | 1970 | 1980 | 1991 | 2001 | 2011 | 2021 |
| -------------- | ---- | ---- | ---- | ---- | ---- | ---- | ---- | ---- | ---- | ---- | ---- | ---- | ---- | ---- | ---- |
| Počet obyvatel | 221  | 213  | 225  | 229  | 245  | 233  | 240  | 168  | 167  | 138  | 135  | 125  | 131  | 142  | 147  |
| Počet domů     | 30   | 31   | 33   | 35   | 37   | 40   | 46   | 50   | 42   | 39   | 39   | 47   | 46   | 53   | 53   |

## Obecní správa
Při sčítání lidu v letech 1850–1959 Vránov byl samostatnou obcí v okrese Horšovský Týn (v letech 1850–1910 Horšův Týn). V letech 1960–1985 byl částí obce Křenovy v okrese Domažlice. Od 1. července 1985 je částí města Staňkov v okrese Domažlice. Poté se Křenovy opět osamostatnily, ale Vránov již zůstal součástí Staňkova.

## Pamětihodnosti
- Kaple na návsi
- Pomník padlým[9]

## Rodáci
- Josef Boris Wuchterle, příslušník československých legií v Rusku, plukovník[9]

## Další fotografie

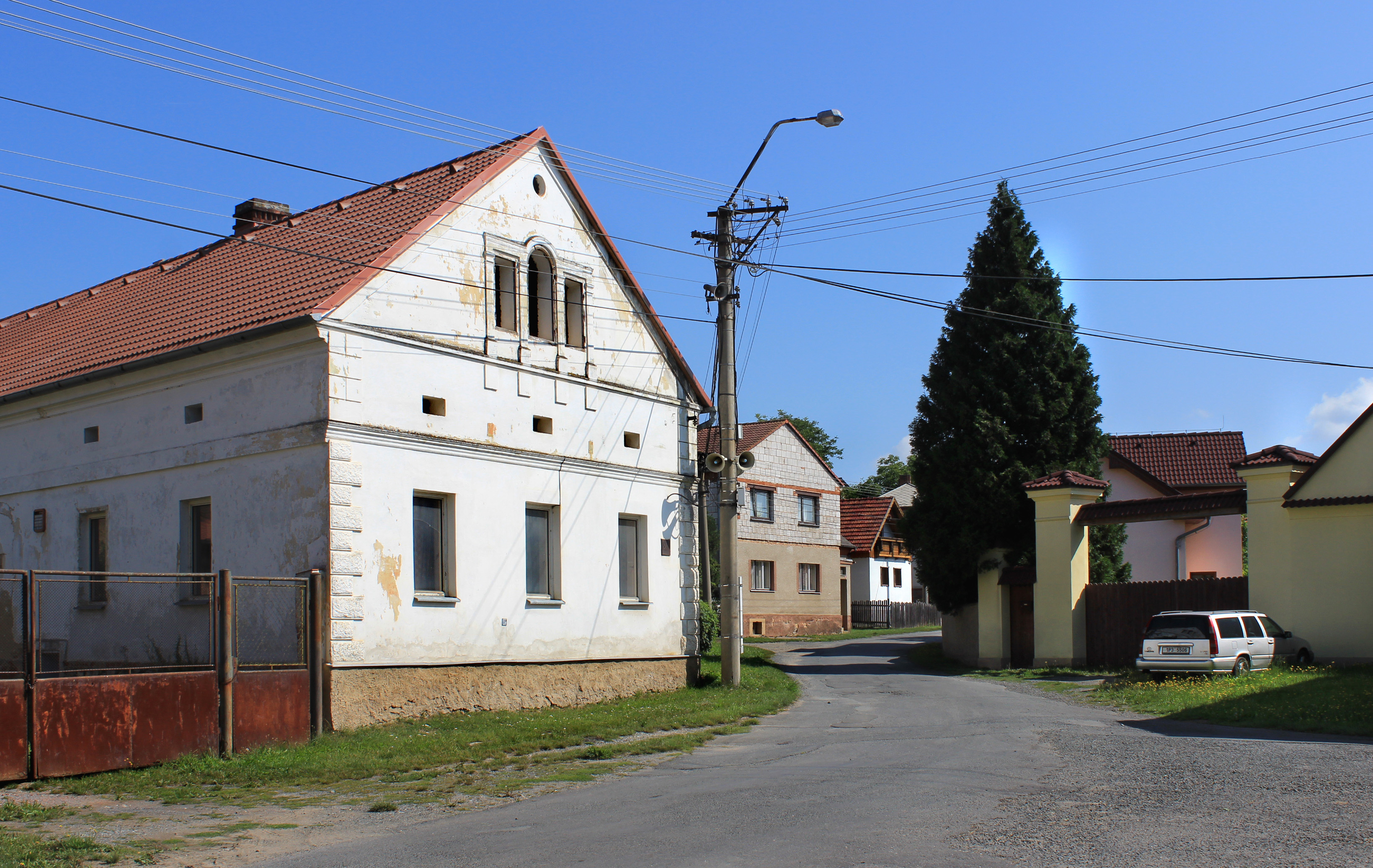
Silnice ke Staňkovu
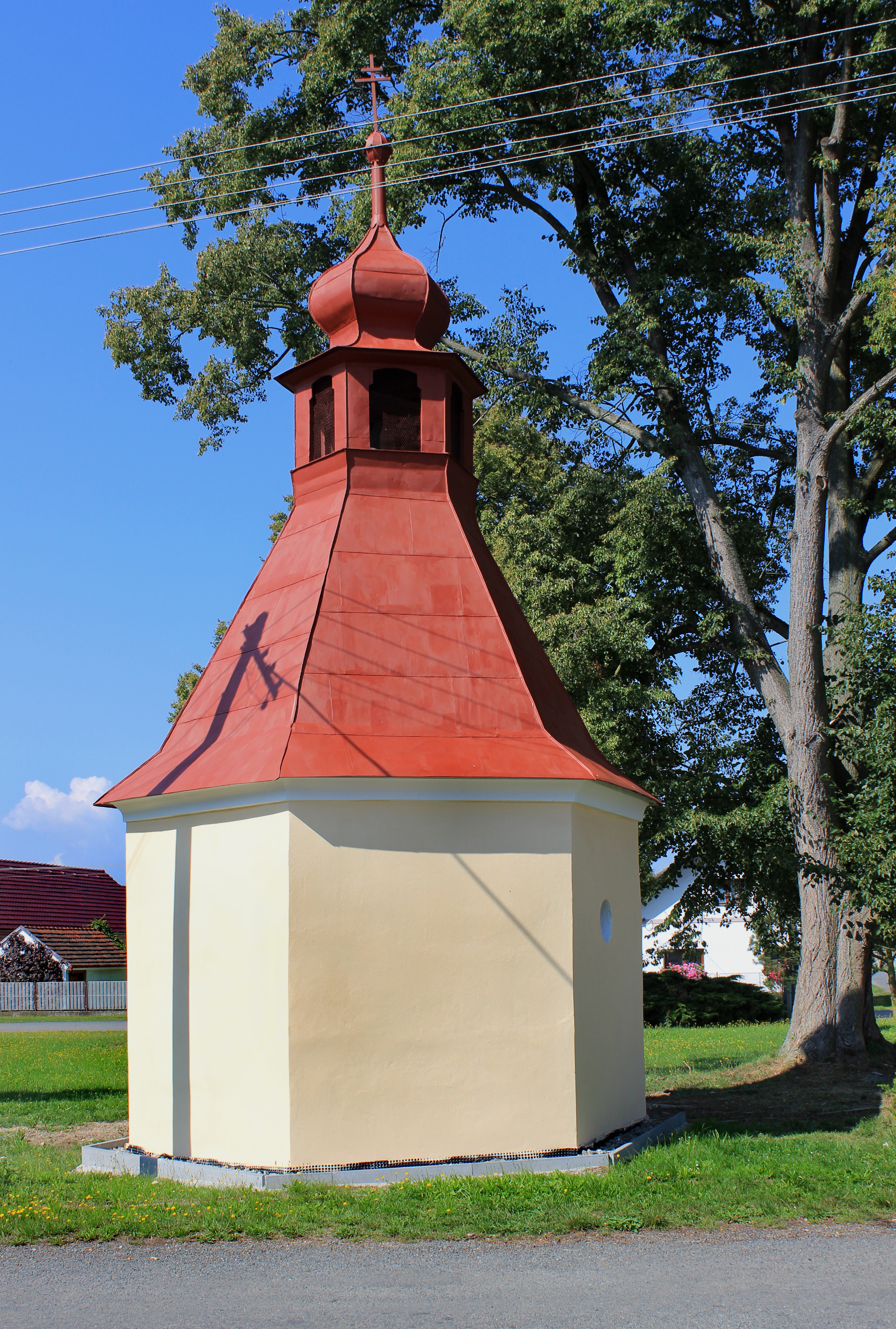
Kaple na návsi
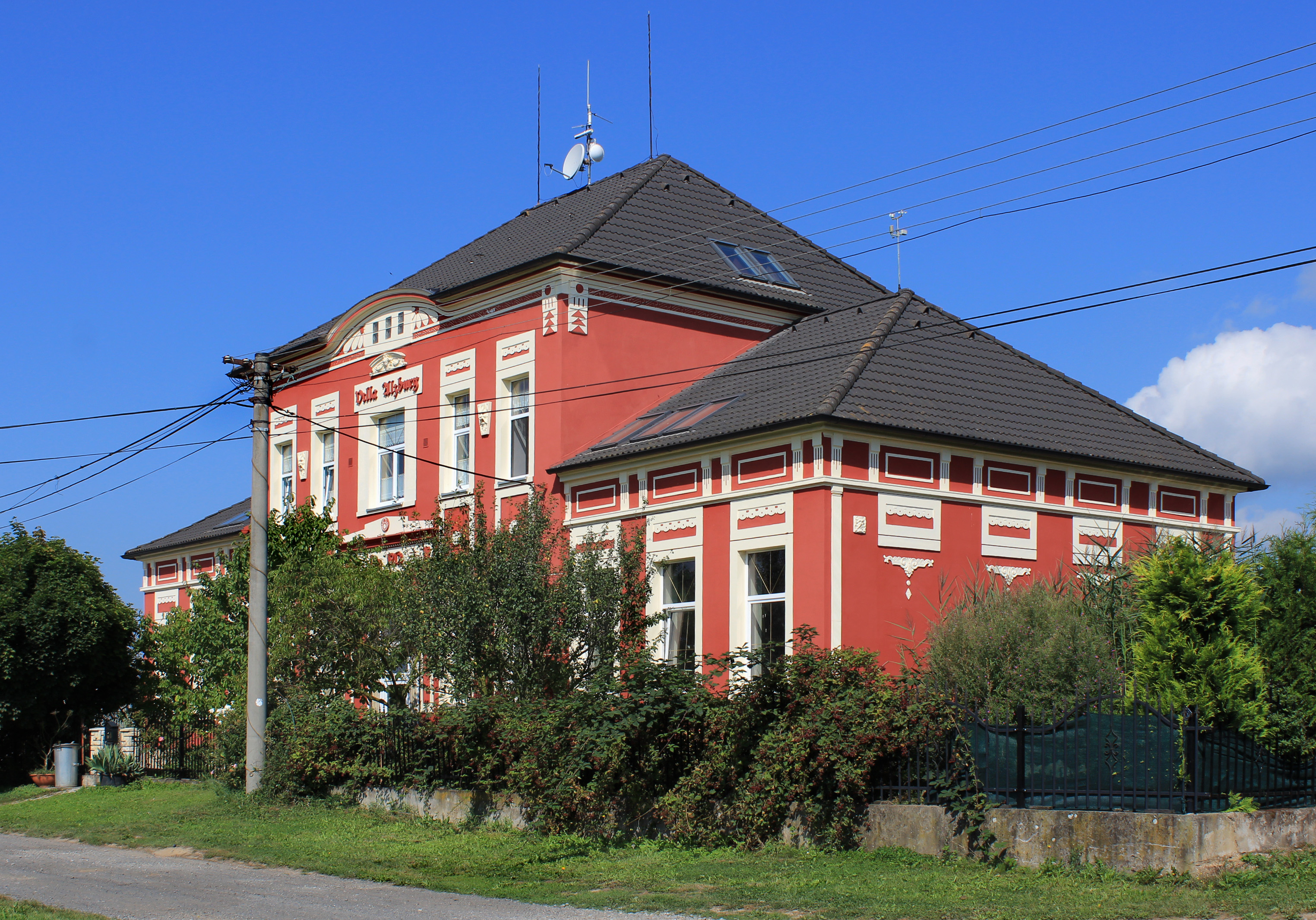
Vila „Ulzburg“